# Utarp
Utarp is een kleine gemeente in de Duitse deelstaat Nedersaksen. Samen met zeven andere gemeenten in de omgeving vormt Utarp de Samtgemeinde Holtriem in het Landkreis Wittmund. Tot Utarp behoren de gehuchten Narp en Schlei.
Utarp telt 672 inwoners.

## Politiek
De gemeente wordt bestuurd door de gemeenteraad, bestaande uit negen gekozen raadsleden. Als deel van een Samtgemeinde heeft Utarp geen gekozen burgemeester, uit de raad wordt een lid tot burgemeester gekozen. De raad van Utarp werd voor het laatst gekozen in 2021. Acht van de negen raadsleden werden gekozen op de eenheidslijst van de Wählergemeinschaft. Daarnaast werd één onafhankelijke kandidaat gekozen.

## Sport
Veel inwoners van Utarp bedrijven de in deze streek zeer populaire, op klootschieten lijkende sport  boßeln, en enkelen behoren tot de beste spelers van geheel Oost-Friesland.
Voor meer informatie zie ook onder: Samtgemeinde Holtriem.
- Gemeinsame Normdatei: 16158532-2
- Virtual International Authority File: 171123616